# Talalaiivka, Nijîn
Talalaiivka (în ucraineană Талалаївка) este localitatea de reședință a comunei Talalaiivka din raionul Nijîn, regiunea Cernihiv, Ucraina.
În secolul al XIX-lea, satul făcea parte din volostul Talalaiivka, uezdul Nijîn.

## Demografie
Componența lingvistică a localității Talalaiivka
     Ucraineană (98,5%)
     Rusă (1,32%)
     Alte limbi (0,09%)
Conform recensământului din 2001, majoritatea populației localității Talalaiivka era vorbitoare de ucraineană (98,5%), existând în minoritate și vorbitori de rusă (1,32%).